# Hoti
Hoti este un sat din comuna Plav, Muntenegru. Conform datelor de la recensământul din 2003, localitatea are 169 de locuitori (la recensământul din 1991 erau 414 locuitori).

## Demografie
În satul Hoti locuiesc 93 de persoane adulte, iar vârsta medie a populației este de 25,2 de ani (24,7 la bărbați și 25,7 la femei). În localitate sunt 37 de gospodării, iar numărul mediu de membri în gospodărie este de 4,57.
|  |

| Demografie | Demografie | Demografie |
| An         | Locuitori  | Locuitori  |
| ---------- | ---------- | ---------- |
|            |            |            |
|            |            |            |
|            |            |            |
|            |            |            |
| 1948       | 361        |            |
| 1953       | 419        |            |
| 1961       | 488        |            |
| 1971       | 491        |            |
| 1981       | 440        |            |
| 1991       | 414        | 201        |
| 2003       | 585        | 169        |

| \| Componența etnică conform recensământului din 2003[2] \| Componența etnică conform recensământului din 2003[2] \| Componența etnică conform recensământului din 2003[2] \| Componența etnică conform recensământului din 2003[2] \| Componența etnică conform recensământului din 2003[2] \| \| ----------------------------------------------------- \| ----------------------------------------------------- \| ----------------------------------------------------- \| ----------------------------------------------------- \| ----------------------------------------------------- \| \| \| \| \| \| \| \| Albanezi \| Albanezi \| \| 141 \| 83,43% \| \| Musulmani \| Musulmani \| \| 23 \| 13,6% \| \| Bosniaci \| Bosniaci \| \| 4 \| 2,36% \| \| necunoscută \| necunoscută \| \| 1 \| 0,59% \| |             |  |     |        |
| Componența etnică conform recensământului din 2003 |             |  |     |        |
| |             |  |     |        |
| Albanezi | Albanezi    |  | 141 | 83,43% |
| Musulmani | Musulmani   |  | 23  | 13,6%  |
| Bosniaci | Bosniaci    |  | 4   | 2,36%  |
| necunoscută | necunoscută |  | 1   | 0,59%  |